# 이민헌
이민헌(李民憲, 1944년 3월 3일~2012년 12월 30일)은 대한민국의 정치인이다. 제14대 국회의원을 지냈다. 본관은 벽진.

## 학력
- 대륜고등학교 졸업
- 영남대학교 정치외교학과 졸업
- 경북행정대학원 2년 수료

## 약력
- 민주자유당 대구, 경북사무국장
- 민주자유당 경북사무처장
- 한국방송광고공사 관리이사

## 역대 선거 결과
|  | 38.5% |

|  | 4.50% |